# HS4000
Тепловоз HS4000 (Kestrel, англ. сокол) — опытный магистральный грузо-пассажирский тепловоз с электрической передачей, построенной совместно британскими компаниями Hawker Siddeley и Brush Traction, в 1967 году.
Данный тепловоз был построен как опытный локомотив прототип, для демонстрации новейших достижений в области локомотивостроения и испытания новых агрегатов и узлов, которые в дальнейшем были применены при производстве серийный моделей тепловозов в Великобритании. На тепловозе был установлен дизельный двигатель производства компании Sulzer (Зульцер) мощностью 4000 л.с, применена осевая формула 30−30 (шестиосный), он обладал массой 133 т и максимальной скоростью 201 км/ч. На тепловозе были установлены тележки от тепловоза British Rail серии 47.

## Разработка тепловоза
При разработке данного локомотива было принято использовать концепцию с применением одного дизеля высокой мощности взамен двухдизельной концепции, распространённой в Европе в 1950—1960 гг. Дизель разработан совместно с компанией Зульцер, предложившей взамен двух дизелей мощностью в 3000 л. с., первоначально предложенных для тепловоза, новый дизель мощностью в 4000 л. с., который требовал меньшего ухода и ремонта и упрощал конструкцию по сравнению с двухдизельной компоновкой.

## Дизель
На тепловозе установили новый 4-тактный дизель с турбонаддувом компании Зульцер, модели 16LVA24 Sulzer, с масляным охлаждением.

## Эксплуатация в Великобритании
Производство тепловоза было начато в 1966 году и завершено в 1967 году. Он был передан Британским железным дорогам для испытаний на станции Мэрильбон. Ходовые испытания проводились как с грузовыми, так и с пассажирскими поездами. В 1971 г. тепловоз был выведен из эксплуатации и отправлен на дальнейшую доработку.

## Эксплуатация в СССР
Локомотив был продан в СССР в 1971 году за £ 127 000. Он был переделан на колею 1520 мм и отправлен на испытания на Экспериментальное кольцо ВНИИЖТа в Щербинке. После испытаний дизель тепловоза был снят для статических испытаний, а сам тепловоз использовался в качестве дополнительного «балласта» при испытаниях других локомотивов. Остатки тепловоза были проданы на металлолом предположительно в 1993 г.